# Steriphoma urbanii
Steriphoma urbanii är en kaprisväxtart som beskrevs av Henrik Franz Alexander von Eggers. Steriphoma urbanii ingår i släktet Steriphoma och familjen kaprisväxter. Inga underarter finns listade i Catalogue of Life.